# Asplenium tenerumoides
Asplenium tenerumoides là một loài dương xỉ trong họ Aspleniaceae. Loài này được S.B.Andrews mô tả khoa học đầu tiên năm 1990.
Danh pháp khoa học của loài này chưa được làm sáng tỏ. 